# Поляна (община Превалье, Словения)
Поляна (словен. Poljana) — населённый пункт в общине Превалье, регион Корошка, Словения. Высота над уровнем моря: 446.2 м.

## История
Местная церковь посвящена Иоанну Крестителю. Она датируется началом 14 века и представляет собой раннюю готическую церковь, сохранившуюся с очень небольшими изменениями. Внутреннее убранство датируется 1640 годом. Церковь принадлежит приходу Превалье.  
14 мая 1945 года в селе Поляна произошёл последний бой Второй мировой войны на словенской земле .

## Население
В 2011 году по переписи населения в Поляне проживало 128 жителей.
| Численность населения | Численность населения | Численность населения |
| --------------------- | --------------------- | --------------------- |
| 1991                  | 2002                  | 2011                  |
| 130                   | 139                   | 128                   |

## Памятные места
К сороковой годовщине последних сражений и освобождения Югославии здесь был открыт памятник свободы и мира. Мемориал работы академического скульптора Стояна Батича представляет собой поставленную на бетонную основу разломленную гранату, из которой вылетает стая голубей. 